# Všechovice (Moravia meridionale)
Všechovice (in tedesco Wschechowitz) è un comune della Repubblica Ceca facente parte del distretto di Brno-venkov, in Moravia Meridionale.